# Saint-Côme–Linière
Saint-Côme-Linière è un comune del Canada, situato nella provincia del Québec, nella regione di Chaudière-Appalaches.